# Charles Leonard
Charles Fredrick Leonard (Fort Snelling, 23 febbraio 1913 – Fort Belvoir, 18 febbraio 2006) è stato un pentatleta statunitense.

## Palmarès
In carriera ha conseguito i seguenti risultati:
- Giochi olimpici:

Berlino 1936: argento nel pentathlon moderno.